# Ponzino (citron)
Variété
Classification phylogénétique
Ponzino est un agrume italien qui recouvre divers cultivars anciens et principalement décoratifs. Le fruit est gros, bosselé et curieux.

## Dénomination
En italien Limone ponzino où Ponzino : « Le plus gros des citrons, Lat. Limonia ponzinia. Le limoncello de Naples se ferait avec du citron Ponzino» écrit le Vocabolario universale della lingua italiana.
Antoine Risso son descripteur le nome en français Limonier Ponzin, et Citrus limonum cv. ponzinum. Citrus Limonium Ponzinum Riss. et Poit. est employé, on trouve Limonum Ponzinum Lois. (J. L. A. Loiseleur Deslongchamps) Nouveau Duhamel.

## Histoire

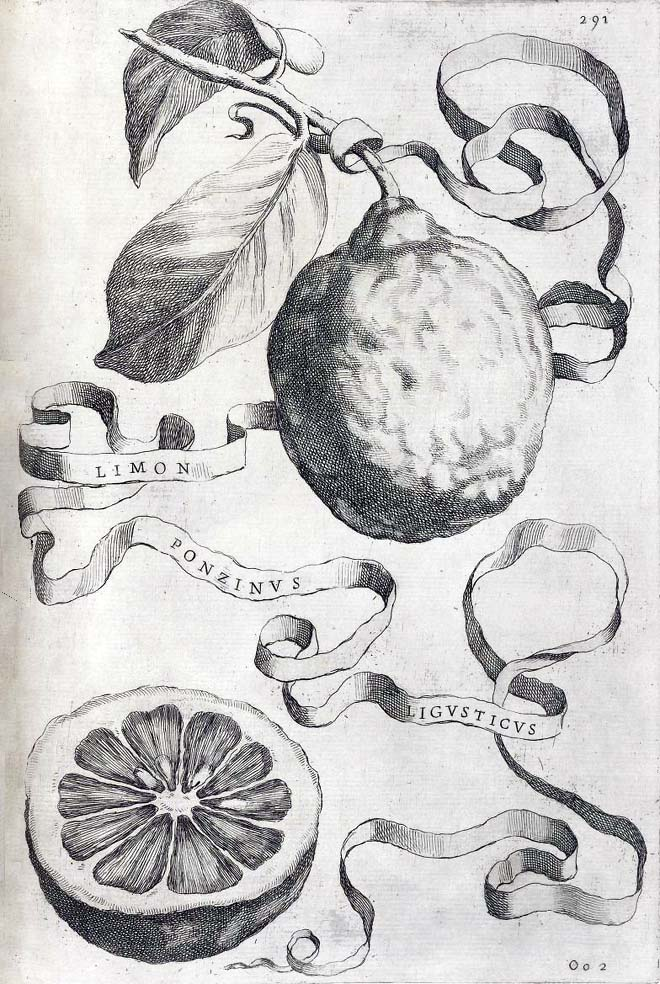
Limon ponzinus Ligusticus chez J. B. Ferrari (1646)

L'agrume est ancien et sélectionné pour ses qualités décoratives.
- Ferrari (1646) décrit Limon Ponzinus rubens comme le plus grand des citrons, d'un usage gratifiant dans l'alimentation, mais aussi il note la forte coloration rouge et foncée des jeunes pousses [4]. Observation confirmée par S Fabroni et al. (2016) qui mesurent la teneur totale en anthocyanes la plus élevée des agrumes dans la pousse de Ponzino (400 / 100 g mg CGE )[5]. Une certaine ressemblance avec son Limon Sponginus Calabriae Rugosus à très gros fruit bosselé est visible. Il donne également Limon ponzinus Chalcedonius (de Onyx, pierre de Chalcédoine à cause de la dureté) à fruit fusiforme qui évoque un cédrat[6].

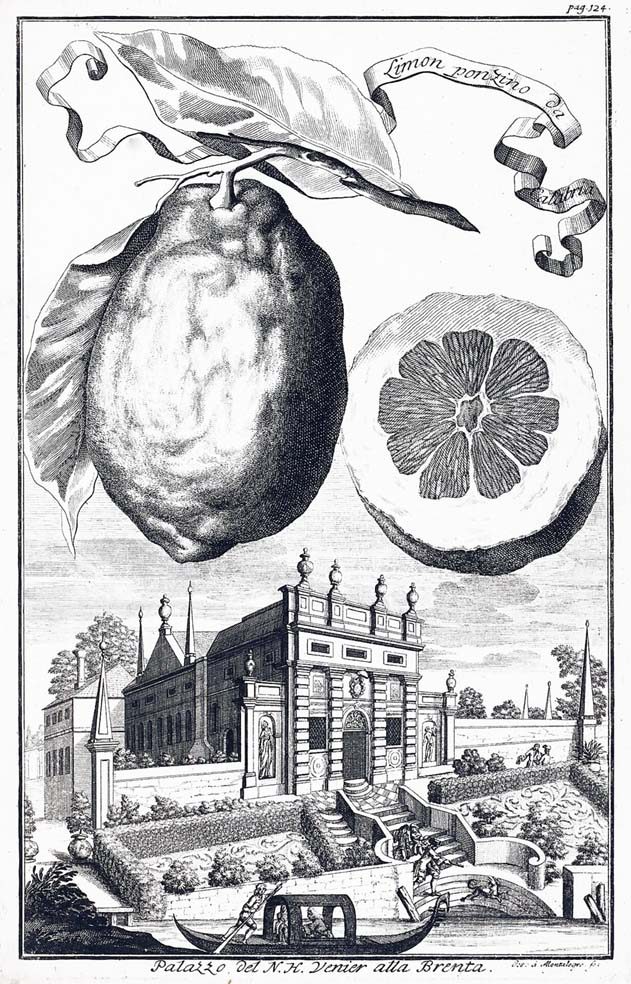
Limon Ponzino da Calabria chez Volkamer (1714)

- Limon Ponzino da Calabria chez Volkamer (1714)[7]Volkamer (1714) le décrit comme Limon ponzino da Calabria et en donne une gravure par J. de Montalegre, le fruit est différent du L. ponzino Chalcedonius de Ferrari[8] il a la forme d'un cédrat. Le Dictionnaire botanique Italien (1858) reprend dans les Citrus medica la Lima ponzino spadafora[9] et aussi limon ponzino spadafora[10].
- Zuccarini (Hort . Bot .) parle de Limone Ponzino di Napoli[11].

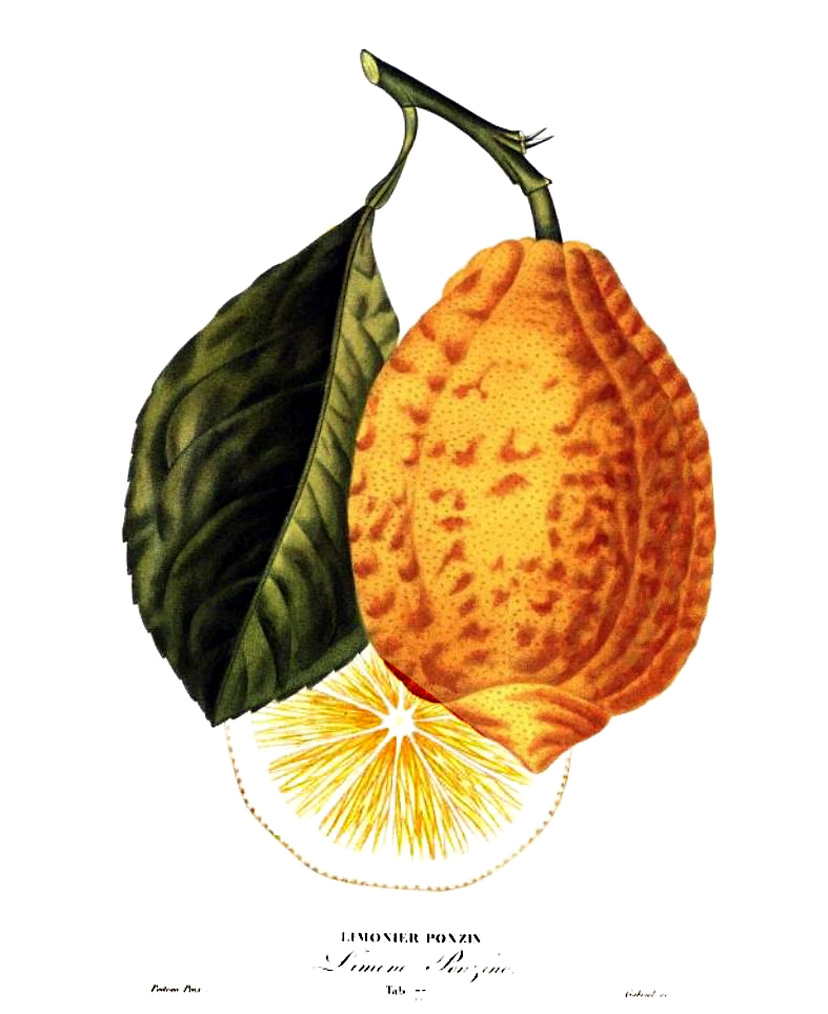
Limonier Ponzin chez Antoire Risso (1872)

- Limonier Ponzin chez Antoire Risso (1872)[12]Antoine Risso (1818) note du Limonier ponzin « les rameaux fortement lavées de rouge», et « le fruit est gros, obovale, terminé par un petit mamelon, et ordinairement strié ou cannelé du côté de la queue, d'une surface d'ailleurs plus ou moins raboteuse, d'un assez beau jaune ; l'écorce est épaisse, compacte, peu adhérente à la pulpe, qui est divisée en dix ou douze loges, et qui contient un suc abondant légèrement acide»[13].

## Description, utilisation
Édouard Spach (Suites à Buffon - 1834) donne une description qui ne convient pas à tous les cultivars: «Feuilles allongées. Fruits gros, obovales, sillonnés à la base, mamelonnés au sommet [caractère qu'on ne retrouve pas toujours] : épicarpe épais; pulpe légèrement acide. Tige élevée, vigoureuse, garnie de rameaux nombreux, épineux. Les fruits de cet arbre acquièrent un volume assez considérable; mais ils sont peu recherchés, à cause de l'épaisseur de leur écorce et du peu d'acidité de leur pulpe». L'arbre peut atteindre 6 m.

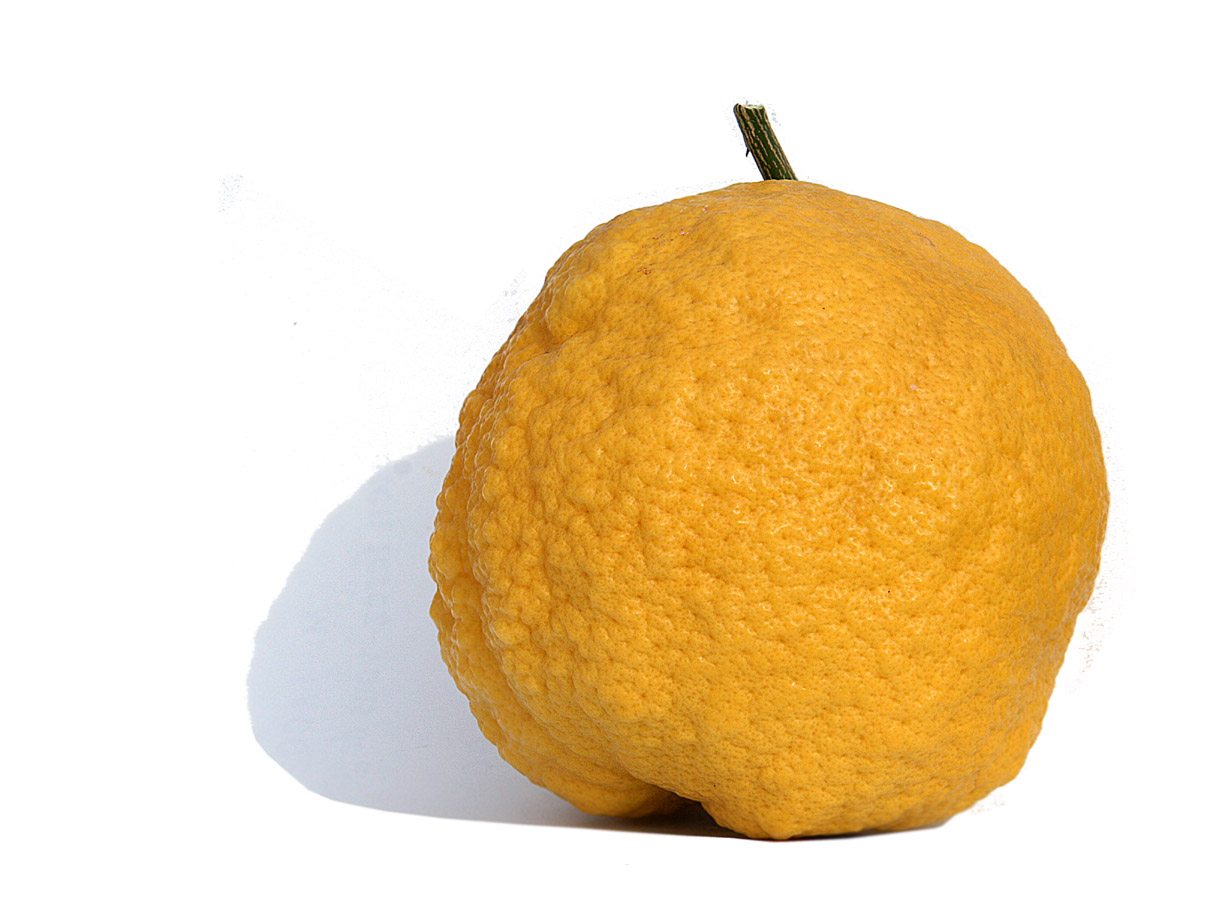
Le fruit à maturité fin janvier

En l'absence de séquençage il est impossible de dire ce que ces probables hybrides ou mutants doit au citronnier et au cédratier.

### Diversité des cultivars
Vincente Tanara (1661) donne une liste de ponzino: 'Ponzino grosso'. 'Ponzino mezano' (intermédiaire). 'Ponzino dolce', 'Ponzino rosso' (rouge), 'Ponzino pontato di Pio' (avec des points, traduit par Ponzino moucheté de Pie en allemand ce qui évoque la gravure de Poiteau chez Risso) et un 'Limon piatto (plat) sponzinato', liste reprise par d'autres classiques (Agostino Mandirola en1675, Cosimo Trinci en 1763 ). Le Jardin botanique de Naples a en catalogue les cultivars: 'Ponzino di Augusto' ou 'Ponzino superbo', 'Ponzino du Reggio'.

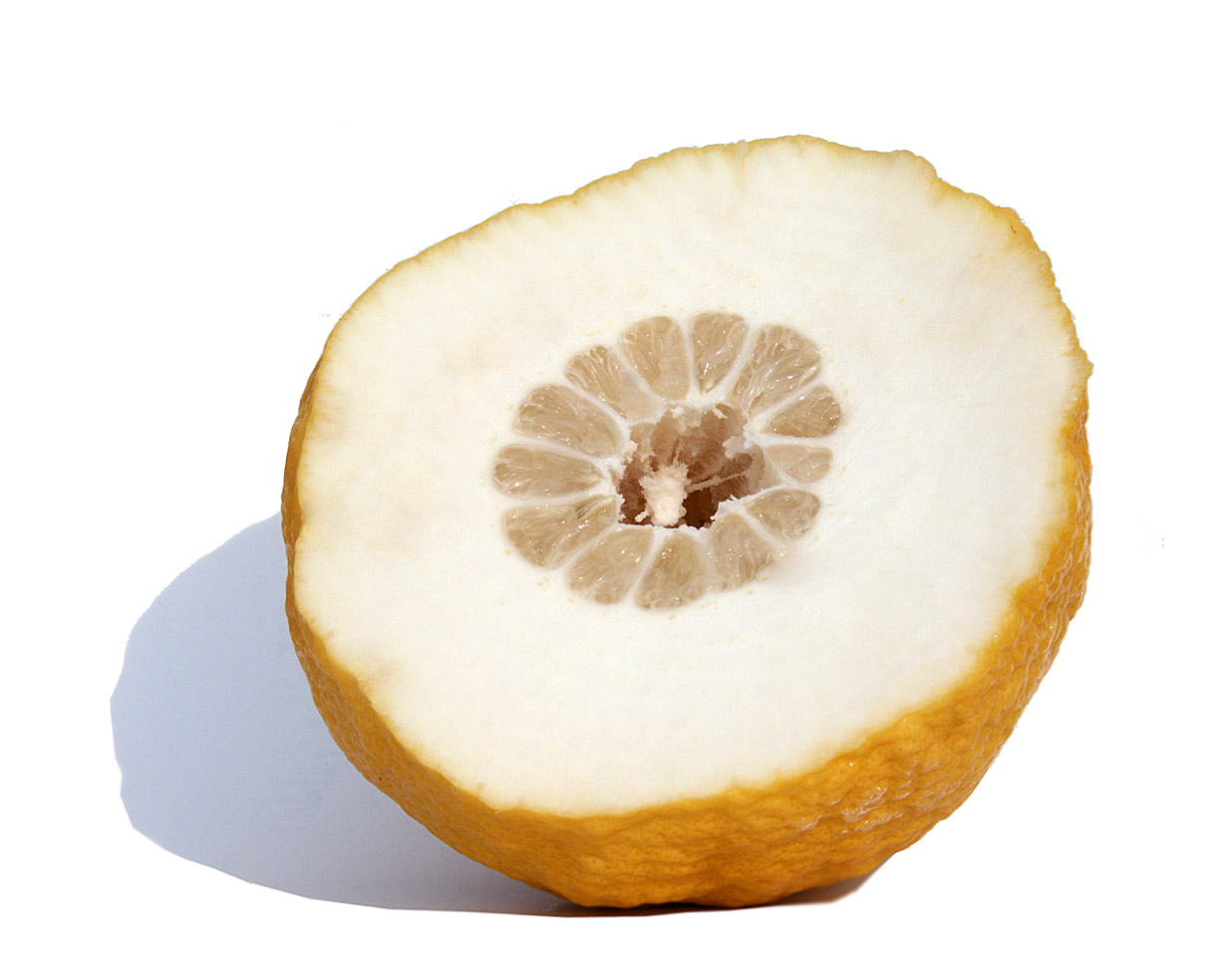
Ponzino amalfitano en coupe, l'albédo épais et insipide est consommé cru.

On trouve diverses provenance sans description précise des phénotypes, Volkamer donne : 'Ponzino de Calabre' («La peau un peu rugueuse et noueuse avec bon doigt de blanc épais agréable à manger. La pulpe jaune est juteuse et pas complètement aigre.»), 'Ponzino de Napoli' (blanc amère, pulpe au goût agréable), 'Ponzino de Valenza (pulpe juteuse mais très acide), 'Ponzino de Reggio' (proche de 'Ponzino de Calabre'). Les pépiniéristes italiens actuels décrivent le ponzyno almalfitano comme identique à celui de la péninsule de Sorrente d'où le fruit serait originaire.

### Usage décoratif

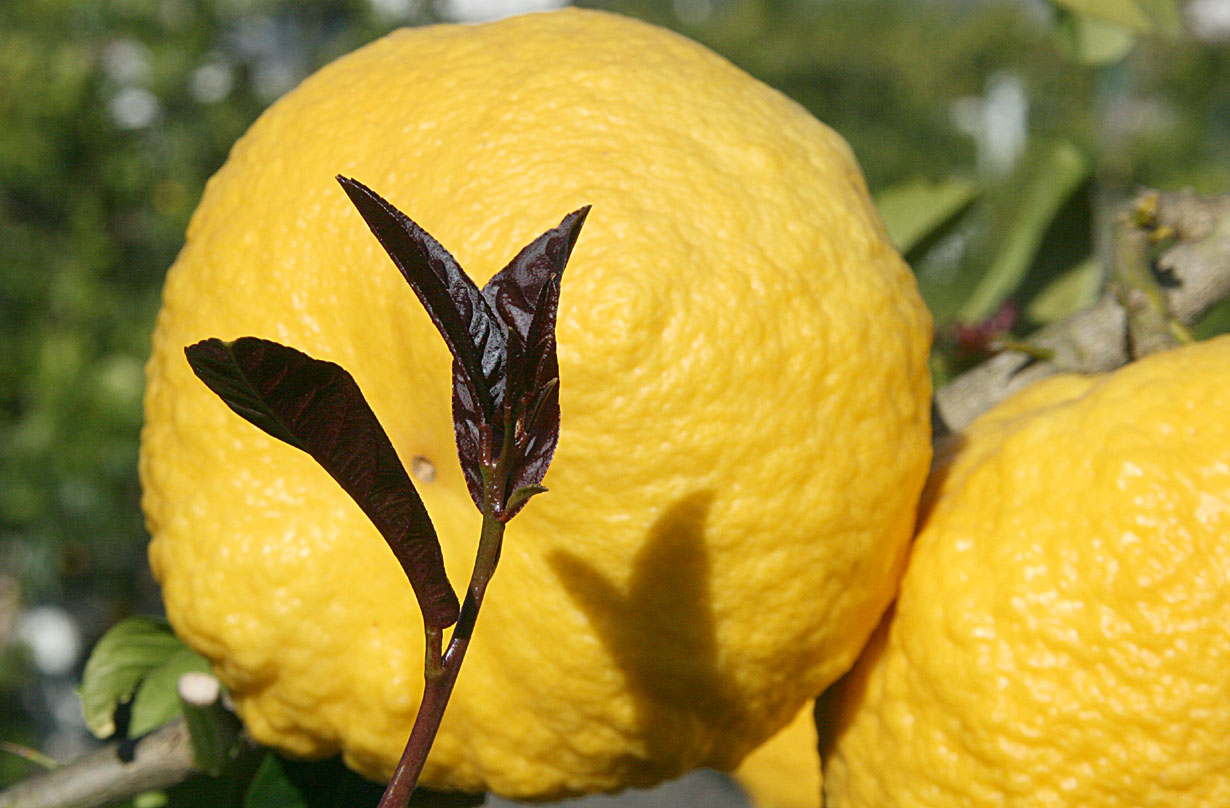
Pousse fortement anthocyanée de Ponzino

Il fait partie des citronniers décoratifs des jardins italiens. Selon  Antonio Targioni-Tozzetti (1896) il était cultivé en Toscane au XIVe siècle, le florentin Agostino del Riccio (1541-1598) cite le 'Ponzino dolce tondo' (doux rond) parmi les collections aristocratiques des jardins de la renaissance.

### Usage alimentaire
Le Ponzino est un limone de pane ou citron pain car il se consomme spécialement à Pâques (limone di Pasqua) en tranches entières sucrées ou en salade avec huile et vinaigre balsamique.   